# غلامرضا ظریفیان
غلامرضا ظریفیان شفیعی استادیار بازنشسته تاریخ دانشگاه تهران و از اعضای جمعیت توحید و تعاون است. او که دانش‌آموخته دوره دکتری تاریخ اسلام است، در دولت خاتمی، معاون وزیر علوم بود.

## آثار
- دین و دولت در اسلام (پژوهشی نظری از آغاز تا پایان خلافت راشدین)، غلامرضا ظریفیان شفیعی، موسسه مطالعات و انتشارات تاریخی میراث ملل